# Rhytidosporum procumbens
Rhytidosporum procumbens är en tvåhjärtbladig växtart som beskrevs av Ferdinand von Mueller. Rhytidosporum procumbens ingår i släktet Rhytidosporum och familjen Pittosporaceae. Inga underarter finns listade.